# Tetraloniella jaliscoensis
Tetraloniella jaliscoensis är en biart som beskrevs av Laberge 2001. Tetraloniella jaliscoensis ingår i släktet Tetraloniella och familjen långtungebin. Inga underarter finns listade i Catalogue of Life.